# Geococcus pusillus
Geococcus pusillus là một loài thực vật có hoa trong họ Cải. Loài này được J.Drumm. ex Harv. mô tả khoa học đầu tiên năm 1855.